# Georges Senfftleben
Georges Senfftleben dit Sneff (né le 19 décembre 1922 à Clamart et mort le 24 août 1998 à Èze) est un coureur cycliste sur piste français.

## Biographie
Amateur, il est membre du C.V. Moulineaux.
Professionnel de 1942 à 1958, il a été deux fois vice-champion du monde de vitesse, en 1946 et 1952, et deux fois troisième, en 1947 et 1948. Il a remporté quatre fois le championnat de France de cette discipline.
Il a été aussi champion d'Europe à l'américaine en 1955 et vice-champion d'Europe en 1953 et 1958.

## Palmarès

### Championnats du monde
- Zurich 1946
  -  Médaillé d'argent de la vitesse

- Paris 1947
  -  Médaillé de bronze de la vitesse

- Amsterdam 1948
  -  Médaillé de bronze de la vitesse

- Paris 1952
  -  Médaillé d'argent de la vitesse

### Championnats d'Europe
- 1953
  -  Médaillé d'argent de l'américaine

- 1955
  -  Médaillé d'or de l'américaine (avec Dominique Forlini)

- 1958
  -  Médaillé d'argent de l'américaine

### Championnats nationaux
- Champion de France de vitesse en 1944, 1947, 1948 et 1951

### Six jours
- 1952
  - Six jours de Hanovre (avec Émile Carrara)
  - Six jours de Saint-Étienne (avec Émile Carrara)

- 1954
  - Six jours de Paris (avec Roger Godeau)
  - Six jours d'Aarhus (avec Roger Godeau)
  - Six jours de Bruxelles (avec Dominique Forlini)

- 1955
  - Six jours de Francfort (avec Dominique Forlini)

- 1956
  - Six jours de Copenhague (avec Dominique Forlini)

### Autres compétitions
- Grande finale de la course de la Médaille : 1940[2]
- GP Cyclo-Sport de vitesse en 1940
- Grand Prix d'Angers en 1942
- Grand Prix de Paris en 1944
- Grand Prix de Buffalo : 1949
- Prix Hourlier-Comès (avec Roger Godeau) en 1953
- Prix Goullet-Fogler (avec Émile Carrara) en 1953